# Kroyerina elongata
Kroyerina elongata är en kräftdjursart som beskrevs av C. B. Wilson 1932. Kroyerina elongata ingår i släktet Kroyerina och familjen Kroyeriidae. Inga underarter finns listade i Catalogue of Life.